# Empresa Nacional de Ferrocarriles del Estado

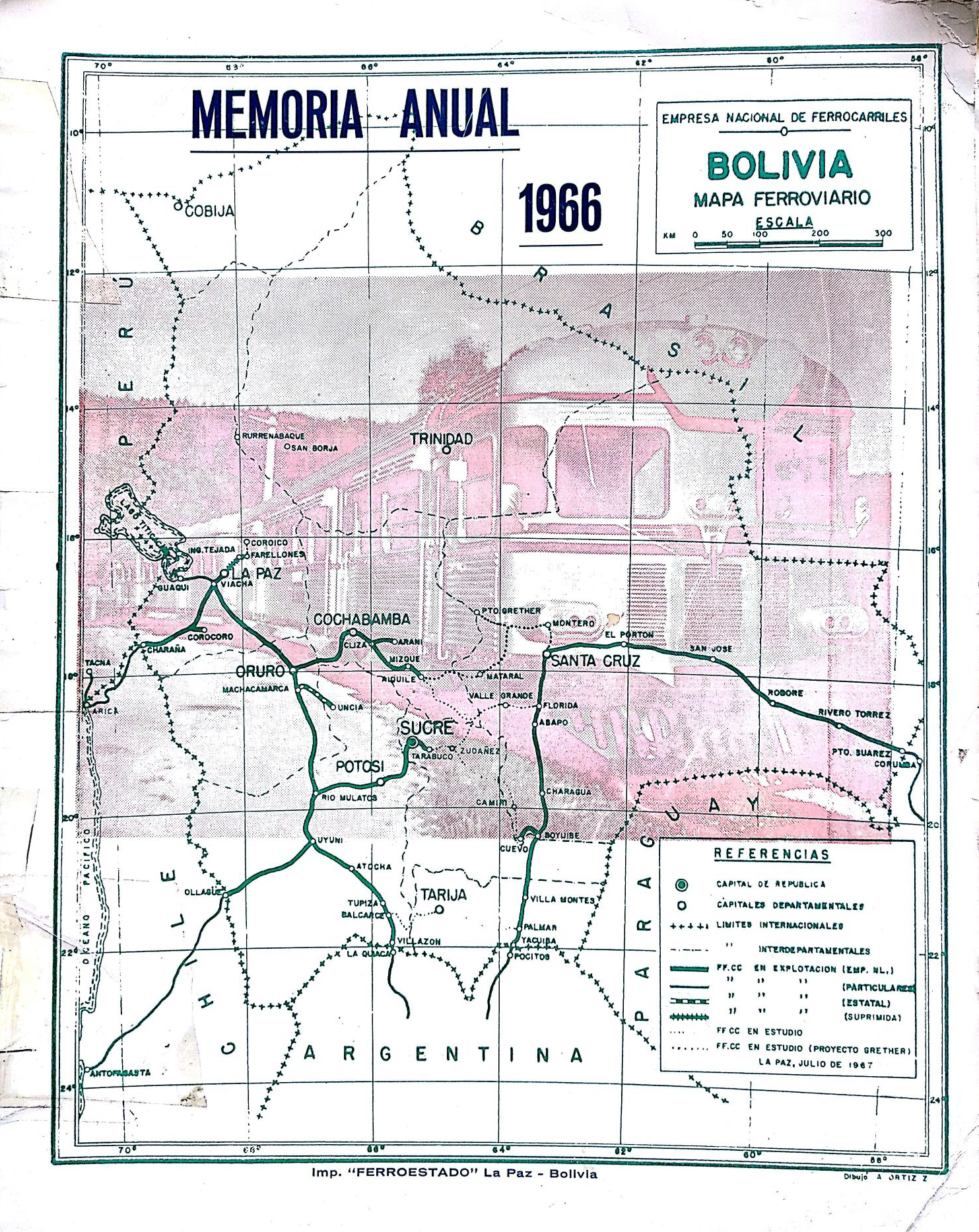
Portada de la segunda memoria de la Empresa Nacional de Ferrocarriles (ENFE), 1966

La Empresa Nacional de Ferrocarriles del Estado, también conocida por su acrónimo ENFE, y hoy conocida para términos legales como ENFE Residual, es una empresa estatal boliviana que administra el patrimonio sobrante de la que fue la empresa ferroviaria del Estado Boliviano.

## Historia
Fue creada mediante Decreto Supremo N.º 06909 de 6 de octubre de 1964, para administrar los ferrocarriles del Ferrocarril de Antofagasta a Bolivia (FCAB) y la Bolivian Railway Co. (BRCo) (1.199) km y los ferrocarriles del estado (992 km) e inició operaciones el 1 de noviembre de dicho año.
Su creación fue una de las principales recomendaciones del estudio de la misión SOFRERAIL (1962) sobre los ferrocarriles bolivianos, por encargo del Banco Mundial. En julio de 1965 le fueron transferidas a ENFE el ferrocarril Santa Cruz-Corumbá y dos años más tarde, en 1967, el gobierno le traspasó las líneas férreas de la red oriental, Yacuiba-Santa Cruz. Finalmente, la línea Guaqui-La Paz fue transferida a ENFE en 1973 y la existente entre Uncía y Machacamarca en 1987, la que fuera anteriormente de propiedad de la empresa minera estatal COMIBOL, luego de la nacionalización de la Patiño Mines en 1952.
ENFE arrancó con un capital de operaciones de $us 360.000 provisto por USAID en 1964 que luego fue ampliado por $us 350.000 adicionales en 1965. 
Tanto el FCAB como la BRCo habían dejado de renovar su material rodante desde los cuarenta. Por tanto, ENFE heredó este problema y además tuvo el desafío de convertir las nueve ‘empresas ferroviarias’ que efectivamente existían en Bolivia, en los cincuenta, a una sola. ENFE también heredó una planta laboral inflada, que no tuvo inconveniente en seguir abultando. Por tanto, a inicios de la década de los setenta, ENFE se enfrentó a una serie de problemas comunes a otras empresas ferroviarias: operaciones deficitarias con baja densidad de tráfico; equipo antiguo[1] y con deficiente mantenimiento; carencia de cuadros gerenciales con experiencia y bajo nivel de capacitación laboral; falta de una política comercial e inadecuada estructura tarifaria; líneas deficitarias (Sucre-Tarabuco y Cochabamba-Aiquile) y exceso de personal. Por consiguiente ENFE estaba en una precaria situación económica y dependía de subsidios estatales. Para enfrentar esta situación y modernizar su equipo (pasar de locomotoras a vapor a otras que funcionaban con diésel, entre otros) durante las décadas de 1960 y 1980, la ENFE recibió créditos del Banco Mundial y de la cooperación japonesa (JICA), además de asistencia técnica del Programa de Naciones Unidas para el Desarrollo (PNUD).
Como consecuencia de la capitalización de los ferrocarriles dispuesta por Ley 1544 de 21 de marzo de 1994, la ENFE, dejó de ser coperativa y prestar servicio público ferroviario, quedando como administradora de los bienes patrimoniales no afectados al servicio operativo ferroviario.  Los servicios ferroviarios fueron divididos en dos empresas: Ferroviaria Andina y Ferroviaria Oriental, a cargo de las redes occidentales y orientales, respectivamente.